# 払方町
払方町（はらいかたまち）は、東京都新宿区の町名。住居表示未実施。丁目の設定のない単独町名である。

## 概要
新宿区の北東部に位置する。牛込地域の町である。町域北東部は若宮町に接する。東部は市谷砂土原町に接する。南部は市谷鷹匠町に接する。西部は納戸町に接する。北西部は南町に接する（地名はいずれも新宿区）。町域内を牛込中央通りが通っている。

## 歴史
払方町は、隣接する市谷砂土原町、市谷船河原町と並び江戸期に大名屋敷が建ち並んでいた。幕府の財務に携わる役職者の居住する地域で、北は納戸町、南は牛込見附、東は神楽坂若宮町、西は市ヶ谷に接していた。払方町は見附に近いうえ、高燥地という土地柄から、明治以降も高級な屋敷町という町の性格を維持していた。

## 世帯数と人口
2025年（令和7年）3月1日現在（新宿区発表）の世帯数と人口は以下の通りである。
- 世帯数 : 545世帯
- 人口 : 1,014人

### 人口の変遷
国勢調査による人口の推移。
| 年                 | 人口  |
| ------------------ | ----- |
| 1995年（平成7年）  | 608   |
| 2000年（平成12年） | 797   |
| 2005年（平成17年） | 817   |
| 2010年（平成22年） | 829   |
| 2015年（平成27年） | 950   |
| 2020年（令和2年）  | 1,075 |

### 世帯数の変遷
国勢調査による世帯数の推移。
| 年                 | 世帯数 |
| ------------------ | ------ |
| 1995年（平成7年）  | 252    |
| 2000年（平成12年） | 369    |
| 2005年（平成17年） | 420    |
| 2010年（平成22年） | 443    |
| 2015年（平成27年） | 506    |
| 2020年（令和2年）  | 562    |

## 学区
区立小・中学校に通う場合、学区は以下の通りとなる（2018年8月時点）。
- 区域 : 全域
  - 小学校 : 新宿区立愛日小学校
  - 中学校 : 新宿区立牛込第三中学校

## 事業所
2021年（令和3年）現在の経済センサス調査による事業所数と従業員数は以下の通りである。
- 事業所数 : 22事業所
- 従業員数 : 490人

### 事業者数の変遷
経済センサスによる事業所数の推移。
| 年                 | 事業者数 |
| ------------------ | -------- |
| 2016年（平成28年） | 27       |
| 2021年（令和3年）  | 22       |

### 従業員数の変遷
経済センサスによる従業員数の推移。
| 年                 | 従業員数 |
| ------------------ | -------- |
| 2016年（平成28年） | 574      |
| 2021年（令和3年）  | 490      |

### 主な企業
- 新学社 東京支社

## 施設
- 牛込払方町教会

## 著名な住民
- 津雲国利（衆議院議員、拓務政務次官）[16]
- 穂積陳重（法学者） - 敷地1200坪、建坪330坪の邸宅があった[6]。

## その他

### 日本郵便
- 郵便番号 : 162-0841[3]（集配局 : 牛込郵便局[17]）。